# Luna 7
Luna 7 byla další sovětskou sondou „druhé generace“ z programu Luna, která měla měkce přistát na Měsíci. V evidenci COSPAR dostala označení 1965-077A. Ani tato mise třetí z Lun (přezdívanou i jako Luník) v roce 1965 nebyla úspěšná, dopadla příliš tvrdě.

## Popis sondy
Oproti sondám první generace (Luna 1-3) byl tento E typ vybaven systémy na korekce a snížení rychlosti letu. Vlastní hmotnost byla 1506 kg. Byla obdobně jako jiné tříose stabilizovaná, její hlavní částí byla kulová nádrž s okysličovadlem, na ní byla palivová nádrž. Sonda měla namontované pouzdro s nafukovacím ochranným krytem a raketový motor. I tuto sondu vyrobilo konstrukční středisko OKB-1, dnešní RKK Eněrgija.

## Průběh letu

### Po startu
Start nosné rakety Molnija se sondou byl ráno 4. října 1965 z kosmodromu Bajkonur. Nejprve byla vynesena na nízkou oběžnou dráhu 129-286 km nad Zemí – (též uváděna jako parkovací).

### Druhá část letu
Během druhého letového dne byl zapnut korekční raketový motor. Oproti předchozí Luně tentokrát pracoval správně a sonda byla navedena k Měsíci.

### Neúspěch v závěru
Večer 7. října po 3,5 dnech letu mělo být provedeno měkké přistání na povrchu. Brzdící motor byl však zapnut místo potřebných 48 sekund před okamžikem přistání o 50 minut dříve. Po této chybě se sonda zřítila na povrch Měsíce v oblasti Oceanus Procellarum, západně od kráteru Kepler.